# 리처드 코손

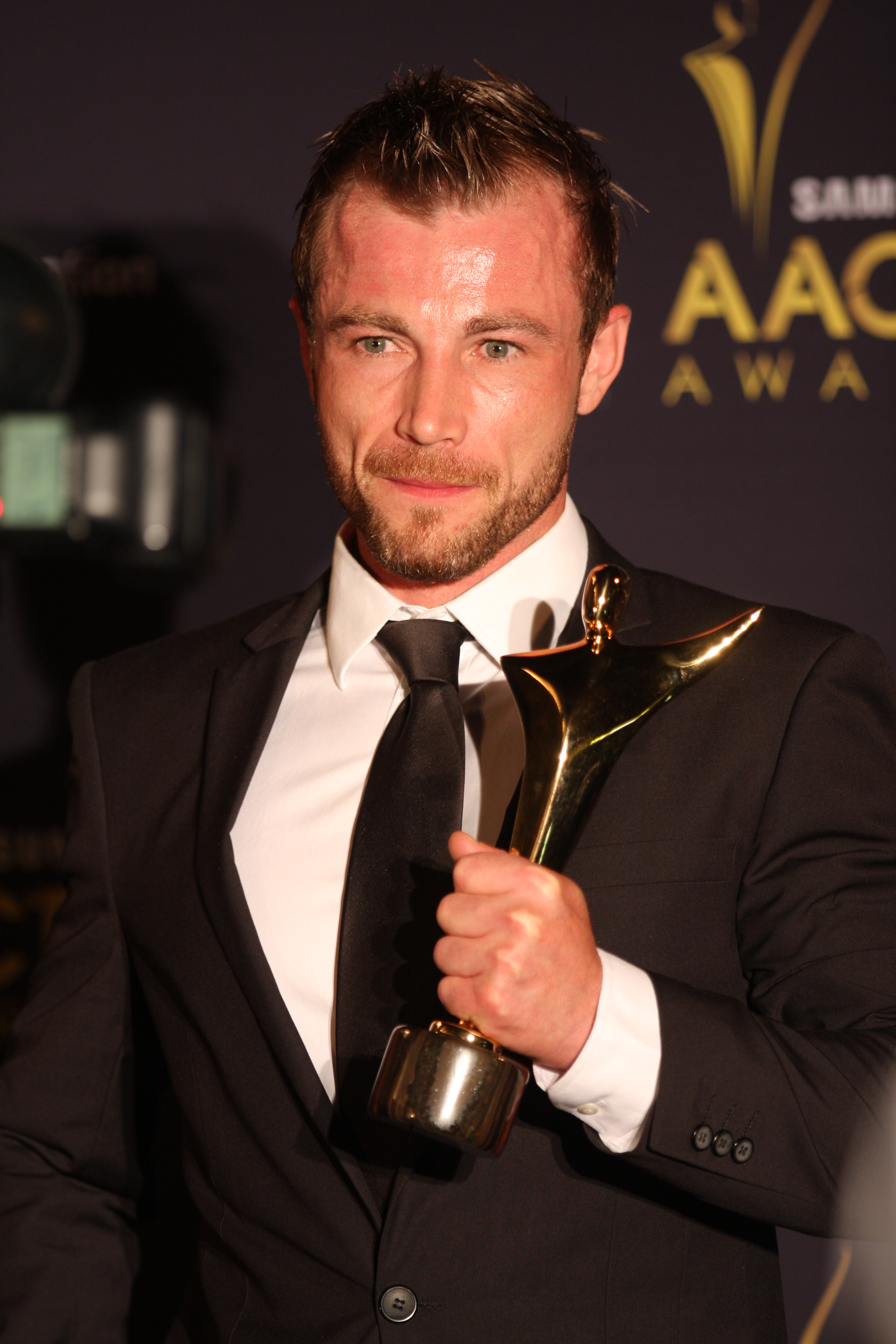

리처드 코손(Richard Cawthorne, 1976년 12월 3일 ~ )은 오스트레일리아의 배우, 영화배우, 텔레비전 배우이다.
홍콩에서 태어났다.

## 영화
- 업그레이드 (2018년) - 서크 역
- 시간을 거꾸로 사는 오토 블룸의 삶과 죽음 (2016년)
- 10테러리스트 (2012년)
- 테더드 (2010년)
- 퍼시픽 (2010년)
- 노이즈 (2007년)
- 나이트메어 앤 드림스케이프 (2006년)
- 스파키 D 컴스 투 타운 (2001년)